# Bancs des Bahamas

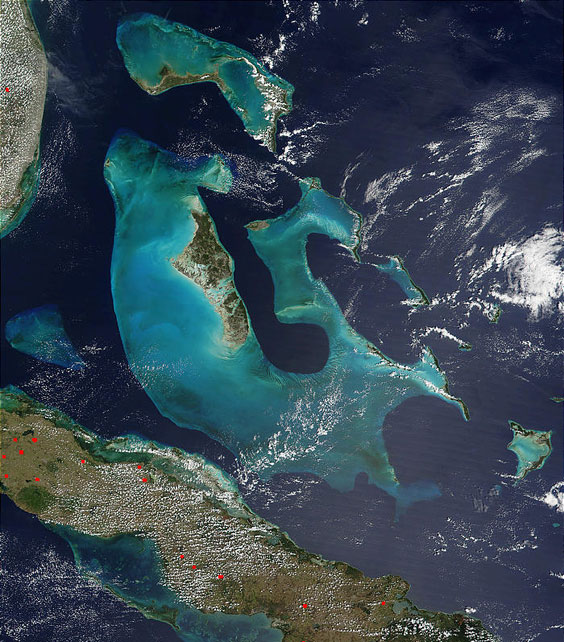
Les bancs des Bahamas, celui du nord, le Petit Banc des Bahamas, et celui du sud, le Grand Banc des Bahamas.
Le Banc de Cay Sal, au sud-ouest, est aussi visible.
D'après MODIS, avec l'autorisation de la NASA.

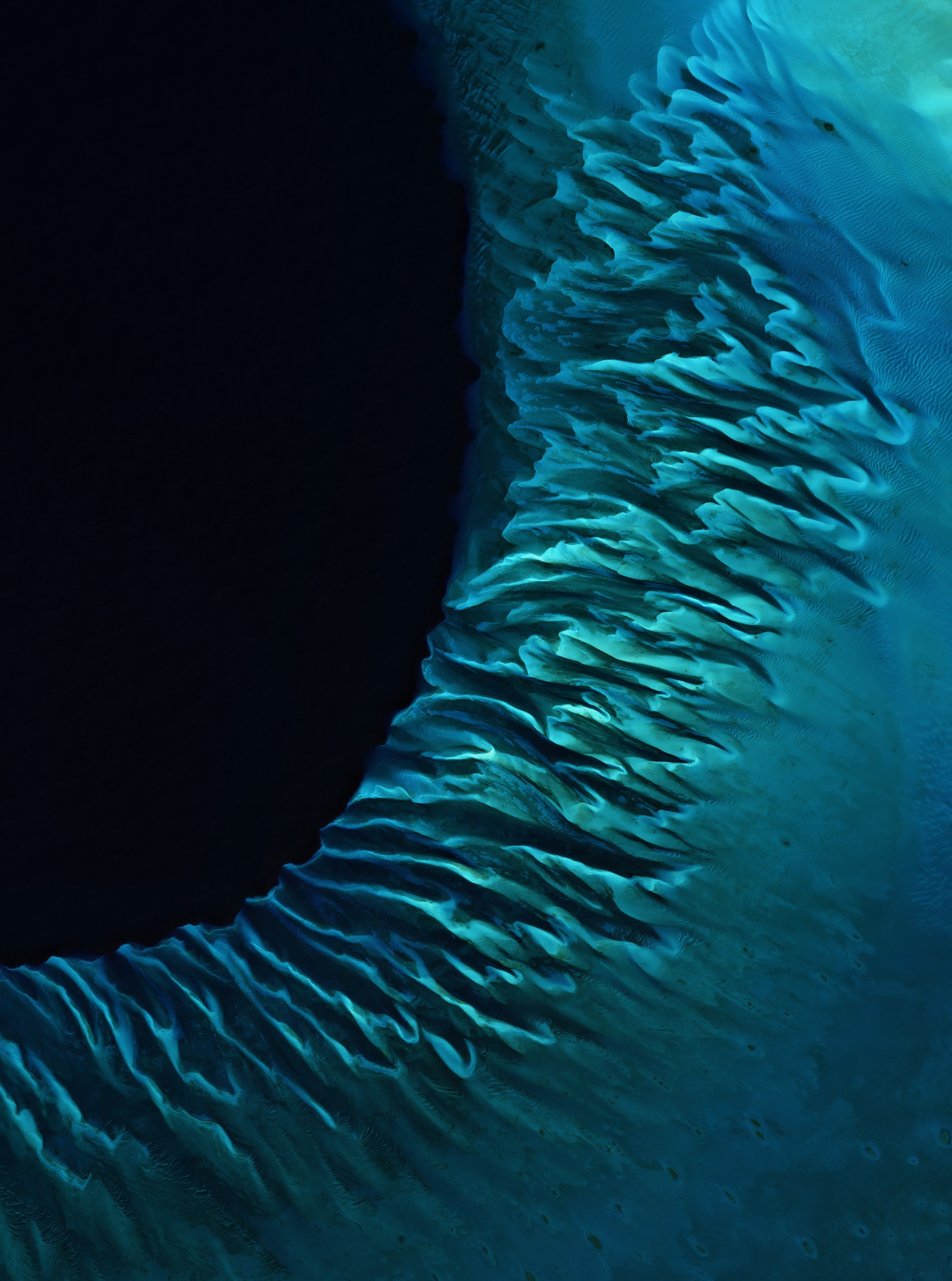
Banc des Bahamas depuis les satellites Sentinel-2.

Les bancs des Bahamas (anglais Bahama Banks) sont des plateformes carbonatées situées dans l'océan Atlantique, à l'est de la péninsule de Floride et au nord de Cuba. Elles émergent en de nombreuses îles qui forment l'essentiel des îles Lucayes. Ces bancs se sont formés sur des périodes de millions d'années en même temps que les variations du niveau de la mer. Du point de vue de la géologie, ils sont considérés comme la version actuelle type des plateformes carbonatées crétacées, donnant une idée de ce que furent le bassin parisien et dans un moindre mesure le bassin aquitain, ainsi que dès le jurassique, la zone qui deviendra et forme actuellement les chaînons calcaires alpins de la zone externe.
Le terme est couramment utilisé, soit au Grand Banc des Bahamas, autour d'Andros, soit au Petit Banc des Bahamas comprenant l'île Grand Bahama et Great Abaco, qui sont les plus grandes de ces plates-formes, et le banc de Cay Sal, au nord de Cuba. Les îles de ces bancs sont rattachées politiquement aux Bahamas.
On trouve à proximité d'autres bancs. Les trois bancs faisant partie des Îles Turks-et-Caïcos, les bancs des Caïques, en anglais Caicos Bank, des îles Caïcos, le banc des îles Turques, et, submergé en totalité, le banc Mouchoir, au sud-est des îles Turks. Plus loin au sud-est on trouve d'autres bancs, également totalement submergés, banc d'Argent, en anglais, Silver Bank, et le banc de la Nativité, en anglais, Navidad Bank, au nord de l'île de Saint-Domingue.
Le Petit Banc des Bahamas est séparé du Grand Banc par le canal de Providence. Le Grand Banc des Bahamas est séparé de Cuba par le vieux canal de Bahama, et de la Floride par le détroit de Floride ou nouveau canal de Bahama.

## Histoire géologique et structure des bancs
Le calcaire formant les Bancs a été accumulé depuis au moins la période du Crétacé, et peut remonter jusqu'au Jurassique. Des sondages profonds ont mis en évidence des carbonates remontant au Jurassique supérieur à 5 km de profondeur. La formation de roches carbonatées n'est possible que si les eaux qui les recouvrent sont peu profondes. L'inclinaison des bancs des Bahamas a été provoquée par la subduction de la plaque nord-américaine sous la plaque caraïbe à proximité de Cuba.
Au-dessus se trouvent des couches de dolomies, de calcaires et d'évaporites datant du Crétacé inférieur qui résultent de dépôts sédimentaires provoqués par l'évaporation de l'eau de mer. Sur les bords des bancs se trouvent des formations marquant la transition entre le squelette et le faciès récifaux du Pliocène et les oolithes et éolianites du Quaternaire. Ce phénomène est lié aux phases de glaciation dans l'Atlantique nord. Par ailleurs, il a été constaté que les dépôts sédimentaires du Pléistocène et de l'Holocène ne sont pas uniformes, montrant que la situation n'était pas la même sur tout l'archipel. Par contre les récifs coralliens et les cavités situées en bordure montrent une similarité d'évolution pendant les derniers 300 000 ans.
Il y a cinq types de sédiments déposés à l'Holocène : grainstone péloïdal, oolithique, corallien, agrégats, et boue qui montrent que ces dépôts ont été faits dans des eaux peu profondes.
Les îles ont été produites par accumulation de sédiments carbonatés déposés par les courants marins, les vagues et le vent. Parallèlement à cette accumulation, l'érosion a été un facteur important qui a façonné l'archipel.
Aujourd'hui, l'épaisseur totale accumulée sous le Grand Banc des Bahamas dépasse 4 500 mètres.  Comme ce calcaire a été déposé dans des eaux peu profondes, la seule explication de cette grande épaisseur d'accumulation a été d'estimer qu'elle a été constituée à une vitesse d'environ 3,6 centimètres tous les 1 000 ans.
Les eaux des Bancs des Bahamas sont très peu profondes. Sur le Grand Banc des Bahamas, elles ne dépassent pas 25 mètres.
Par contre les pentes sur les bordures, comme celle appelée en anglais Tongue of the Ocean séparant les îles Andros et New Providence situées sur le Grand Banc des Bahamas, sont très raides. Les Bancs des Bahamas ont été des terres très sèches pendant les dernières périodes glaciaires, quand le niveau des eaux est descendu de 120 mètres par rapport au niveau actuel. La surface actuelle des îles ne représente qu'une petite partie de leur surface dans les temps préhistoriques,. 
Quand ils sont exposés à l'atmosphère, les calcaires sont sujets à des actions chimiques d'origine climatique qui créent des cavités et des dolines correspondant aux terrains karstiques, et à l'origine de structures comme le trou bleu de Dean.
Les deux bancs des Bahamas sont séparés de la Floride par le détroit de Floride et de Cuba par le Vieux canal de Bahama où les courants du Gulf stream sont importants et les isolent des apports détritiques en provenance des terres émergées. Les deux bancs des Bahamas sont séparés par le canal de la Providence du Grand Canyon des Bahamas dont la profondeur peut atteindre près de 5 km.